# Anyone (canção de Justin Bieber)
"Anyone" é uma canção do cantor canadense Justin Bieber, gravada para seu sexto álbum de estúdio Justice (2021). A canção foi escrita por Bieber, Michael Pollack, Raul Cubina, e os produtores Andrew Watt, Jon Bellion e The Monsters & Strangerz. Foi lançada através da Def Jam Recordings em 1 de janeiro de 2021 como terceiro single do álbum.

## Antecedentes
Bieber revelou em 10 de abril de 2020, durante uma transmissão ao vivo no Instagram, que ele havia gravado uma canção chamada "Anyone". Em 30 de dezembro de 2020, Bieber anunciou que a canção seria lançada em 1 de janeiro de 2021. Ele divulgou a capa e um trailer de 15 segundos do videoclipe. Falando da canção, Bieber disse: "Anyone' é uma canção tão especial, esperançosa, anestésica. Ela define o tom para um ano novo mais brilhante cheio de esperança e possibilidade".

## Videoclipe
O videoclipe estreou no YouTube em 1 de janeiro de 2021. Foi dirigido pelo diretor de videoclipes e cineasta americano Colin Tilley e estrelado pela atriz americana Zoey Deutch, que interpreta o interesse amoroso de Bieber no vídeo. Bieber retrata um boxeador dos anos 1960 cujo poderoso amor por sua outra metade o inspira a treinar, lutar e, eventualmente, superar um potencial K.O. em sua jornada para se tornar um campeão.

## Posições nas tabelas musicais
| Tabela musical (2021)                        | Melhor posição |
| -------------------------------------------- | -------------- |
| Alemanha (GfK Entertainment Charts)          | 30             |
| Austrália (ARIA)                             | 5              |
| Áustria (Ö3 Austria Top 40)                  | 11             |
| Bélgica (Ultratop 40 da Valônia)             | 46             |
| Bélgica (Ultratop 50 de Flandres)            | 15             |
| Canadá (Billboard AC)                        | 25             |
| Canadá (Billboard CHR/Top 40)                | 6              |
| Canadá (Billboard Hot AC)                    | 16             |
| Canadá (Canadian Hot 100)                    | 2              |
| Chéquia (Singles Digitál Top 100)            | 19             |
| Dinamarca (Hitlisten)                        | 3              |
| Eslováquia (Rádio Top 100)                   | 90             |
| Eslováquia (Singles Digitál Top 100)         | 9              |
| Estados Unidos (Billboard Adult Pop Songs)   | 20             |
| Estados Unidos (Billboard Hot 100)           | 6              |
| Estados Unidos (Billboard Mainstream Top 40) | 15             |
| Estados Unidos (Billboard Rhythmic)          | 29             |
| Finlândia (Suomen virallinen lista)          | 9              |
| França (SNEP)                                | 161            |
| Global 200 (Billboard)                       | 3              |
| Hungria (Single Top 40)                      | 4              |
| Hungria (Stream Top 40)                      | 25             |
| Irlanda (IRMA)                               | 5              |
| Itália (FIMI)                                | 32             |
| Japão (Japan Hot 100)                        | 75             |
| Noruega (VG-lista)                           | 2              |
| Nova Zelândia (RMNZ)                         | 9              |
| Países Baixos (Dutch Top 40)                 | 7              |
| Países Baixos (Mega Single Top 100)          | 5              |
| Portugal (AFP)                               | 35             |
| Reino Unido (UK Singles Chart)               | 4              |
| Singapura (RIAS)                             | 4              |
| Suécia (Sverigetopplistan)                   | 6              |
| Suíça (Schweizer Hitparade)                  | 12             |